# Saikano
Saikano, в Японии известная как Saishuu Heiki Kanojo (яп. 最終 兵器 彼女 сайсю: хэйки канодзё) — фантастическая манга за авторством Сина Такахаси.
Манга задумывалась как короткая школьная история о любви главных героев во время некой мировой войны в недалёком будущем, изложенная в нескольких томах. Однако история растянулась, и манга выпускалась в течение двух лет, достигнув объёма в семь томов. Манга стала очень популярной, её общий тираж составил 2 000 000 экземпляров.
Позже манга была адаптирована в 13-серийный аниме-сериал. Рефрен сериала — «The Last Love Song on This Little Planet» («Последняя песнь любви на этой маленькой планете»). Сюжет начинается с того, что главный герой Сюдзи перечитывает дневник, вспоминая всю свою историю от своего лица. Так как мангака был мужчиной, то для придания аниме большей глубины режиссёром была выбрана женщина.
В 2005 году вышел двухсерийный OVA Saishu Heiki Kanojo: Another Love Song («Другая песнь любви»), представляющий другую точку зрения на события сериала. 28 января 2006 года в Японии была выпущена адаптация в виде художественного фильма, с Аки Маэдой в роли Тисэ.
Действие разворачивается в месте, где вырос мангака, в городе Отару на острове Хоккайдо, находящемся в часе езды в западном направлении от Саппоро. Упомянутые железнодорожная станция «Адская гора» и школа тоже существуют в том городе. Все персонажи говорят на диалекте Хоккайдо, для чего сэйю специально посетили это место, а правильность озвучивания проверял лично сам мангака. Кроме того, мангака специально не дал своим главным персонажам фамилии, чтобы сделать общение между ними менее официальным.

## Сюжет
Действие в аниме и манге разворачивается на острове Хоккайдо, готовящемся к отражению атаки международной военной коалиции. Время действия — недалёкое будущее. Несмотря на то, что крупные города, такие как Токио и Осака, были мгновенно уничтожены, население Японии спокойно. В это неспокойное время, ещё не подозревая, ученик старшей школы Сюдзи и его одноклассница Тисэ нехотя решили встречаться. Спустя несколько дней их взаимоотношения улучшились, и они решают вести совместный дневник. События манги и телесериала являются своеобразным изложением этого дневника, который перечитывает Сюдзи.
Во время поездки в Саппоро, Сюдзи и его одноклассники попали под бомбовый удар вражеской авиации. Один из одноклассников, Такэ, погибает, а сам Сюдзи становится свидетелем того, как в небе появляется небольшая светящаяся точка и вступает в воздушный бой с самолётами противника, сбив несколько из них. Очнувшись после удара взрывной волны, Сюдзи увидел свою девушку, Тисэ. Из порванного платья на спине торчали металлические крылья, а вместо правой руки — угрожающего вида многоствольное орудие.

### Война

Тисэ-оружие и Сюдзи

Показаны военные действия и линия фронта, но причины войны и дипломатия не упоминаются. Неизвестно, против каких именно стран воюют японские силы самообороны. Известно, что некоторые из вражеских солдат говорят на английском и французском, поэтому, возможно, на Японию напала международная коалиция или США. Правительство Японии, понимая, что страна обречена, решается на рискованный шаг — пытается создать «чудо-оружие», способное остановить многократно превосходящие силы союзников. Единственным применяемым оружием массового поражения в аниме и манге была Тисэ, способная уничтожать целые города без особых затруднений. Об устройстве этого самого оружия ничего не сообщается даже в оригинальной манге.

### Различия между мангой и аниме
В манге много сцен фансервиса и комедийных ситуаций, сопровождающихся едкими замечаниями персонажей. Аниме было адаптировано по манге практически без изменений, за исключением концовки, принявшей драматичный поворот, но став более трагичной и мрачной.
В манге Тисэ, практически полностью ставшая машиной, решает освободить остатки человечества от страданий существования на уничтоженной Земле. В аниме Тисэ пытается спасти выжившее население Японии от атаки иностранных оккупантов, но терпит поражение. В обоих случаях Сюдзи остаётся единственным выжившим человеком на Земле. На этом сюжет в аниме прерывается, не показывая, как Тисэ активно атакует и уничтожает города по всему свету.

## Список персонажей

### Тисэ
Тисэ (яп. ちせ). Основой сюжета является сложная метаморфоза этого персонажа.
Тисэ-одноклассница — одноклассница Сюдзи. Милая 17-летняя девушка маленького роста, робкая, неловкая и стеснительная. Получает хорошие оценки только по истории, не сильна ни в учёбе, ни в спорте. Постоянно говорит «Прости меня». В начальной школе много месяцев провела в больнице, поэтому Акэми пообещала ей, что всегда будет заботиться о ней. Её озвучивает Фумико Орикаса.
Тисэ-подружка. Тисэ давно нравился Сюдзи, но она долго не решалась сказать Сюдзи о своих чувствах. Их общая подруга, Акэми, заставила Тисэ признаться Сюдзи, чтобы Тисэ перестала быть стеснительной в общении с людьми. В начале Тисэ лишь следует наказам Акэми, делая то, что, по её мнению, должны делать все девушки. О любви она знает лишь из прочитанной манги, боясь, что Сюдзи сразу заставит её заниматься с ним любовью. Но позже, став оружием, она влюбилась в Сюдзи, но уже стесняясь своего тела. Тисэ хочет защитить Сюдзи и всех людей, поэтому она сознательно подавляет свои эмоции. Постоянно грустит и не хочет, чтобы Сюдзи видел её такой. У Тисэ-девушки на теле большая язва, но она смиряется со своим новым телом.
Тисэ-командующий. Образ Тисэ с гигантским оружием на руке и торчащими крыльями из тела был сразу задуман мангакой, и он ни разу не изменялся. Сражаясь, Тисэ набирается опыта и усложняется технологически. Вначале, во время боя Тисэ выходила из себя, не контролируя свою ярость и действия. Позже она учится оставаться в сознании, с трудом вынося происходящее. Не ведёт себя как «командующий северным фронтом и всеми спецподразделениями», проста в обращении с солдатами. Тисэ считает лейтенанта Тэцу, своего подчинённого, похожим на Сюдзи. Тисэ уже никогда не сможет стать обычной девушкой, во время боя она получает всё больше повреждений, становясь опасной для окружающих из-за неисправностей своего оружия. Она способна получать информацию и отчёты при помощи спутников, зная всё о врагах и союзниках. Тисэ окружает уважение и любовь её подчинённых, хотя люди из городов, которые она уничтожила, ненавидят её. Тисэ стремится убивать всех своих врагов мгновенно, не причиняя им боли, чем она гордится.
Тисэ-любовница. Тисэ после измены Сюдзи покинула родной город, встретив капитана Тэцу, мужа Фуюми, с которым она начинает ходить на свидания. Тисэ целуется с ним и ей нравится находиться с ним вместе, так как она уверена, что через два дня он умрёт, поэтому «всё нормально». Для Тисэ «любить и быть любимой» — это доказательство того, что она ещё жива. Не сопротивляясь, хочет отдаться Тэцу, но для него она лишь глупая девушка, боящаяся боли. Увидев умирающего Тэцу, Тисэ хочет отдаться ему, не желая тем самым выполнить просьбу Тэцу о мгновенной смерти и избавить, таким образом, его от боли. Тэцу умирает в её объятиях, забыв о Тисэ и зовя при ней свою жену Фуюми. Тисэ, после смерти капитана Тэцу, незаметно доставляет его бумаги и личные вещи жене.
Тисэ-жена. Тисэ начинает считать себя девушкой Сюдзи, с которым бы она хотела бы спать. Увидев спутниковую съёмку измены Сюдзи, Тисэ обиделась на него и решила с ним расстаться. На следующий день она старалась убедить себя, что они лишь одноклассники, но не может забыть его. Это отразилось на её самооценке, поэтому она отказывается любить кого-либо, желая только скорее участвовать в битвах. Когда Тисэ и Сюдзи сбежали из своего родного города, чтобы начать новую жизнь, они стали считать себя мужем и женой, исполняя супружеский долг. У Тисэ осталось слишком мало лекарств, поэтому скоро она стала неисправной, представляя опасность для окружающих. Тисэ скрывала от Сюдзи, что хочет от него ребёнка, не мешая ему убить её.
Тисэ-оружие — неорганическая часть тела Тисэ, пугающая весь мир. Устройство оружия неизвестно, это некая сущность, скрывающаяся внутри её тела и связанная с её мозгом. Оно обладает собственной волей и способно воздействовать на подсознание людей. Желает убить всех, особенно Сюдзи. Не имеет собственной личности и идентичности. Для неё Тисэ — лишь её органическая часть, над которой она не властна. Имитируя Тисэ, встречается с Сюдзи, проецируя ему скрытые чувства Тисэ.

### Сюдзи
Сюдзи (яп. シュウジ Сю:дзи) — ученик старшей школы в небольшом городке на побережье Хоккайдо, который неплохо учится. Высокий, неразговорчивый 17-летний парень, являющийся твёрдым и мужественным человеком, желающим держать всё под контролем. Много лет посещал легкоатлетический клуб, где он и познакомился с Фуюми, учась в средней школе. Сюдзи озвучивает Сиру Исимода.

Сюдзи

Отношения с Тисэ-девушкой. В начале Сюдзи начал встречаться с Тисэ, потому что не смог отказать ей, когда она ему призналась. Когда вскоре Сюдзи захотел расстаться с Тисэ, то узнал, что Тисэ тоже не любила его, сделав это из-за настойчивости Акэми. После того, как Сюдзи узнал, что Тисэ стала совершенным оружием, к возникшему чувству любви к Тисэ добавились страх за Тисэ и страх перед тем, чем она стала. Сюдзи боится того, что не может защитить Тисэ и лишь причиняет ей боль своей жестокостью. Сюдзи хочет спать с Тисэ, но его отпугивает язва на её груди, поэтому он занимается любовью с Фуюми. Признавшись в своих намерениях Тисэ, расстался с ней. После землетрясения Сюдзи и Тисэ покинули родной город, переехав в другое место, где Сюдзи работал рыбаком. Там он жил вместе с Тисэ, как муж и жена, на зависть окружающих. В обмен на порции еды попросил отремонтировать ему мотоцикл, но было уже поздно. Сюдзи не смог убить Тисэ, отдав её правительственным службам.
Отношения с Акэми. В начале Сюдзи недолюбливает Акэми, боясь её вспыльчивого характера. Её попытки заигрывать с ним он не замечает, думая о своём. Детскую дружбу с Акэми, которой она очень дорожила, он не помнит, думая только о Тисэ и Фуюми. Сюдзи был груб с Акэми, ударив во время эвакуации. Вняв просьбе Сатоми, Сюдзи пришёл домой к Акэми, услышав её признание, сделанное перед смертью. Сюдзи решает увидеть умирающую Акэми обнажённой, считая её прекрасной.
Отношения с Фуюми. Фуюми была первой девушкой Сюдзи, с которой он занимался любовью и о ком он не может забыть. Случайно встретив Фуюми вновь, переживая о последствиях действий Тисэ-оружия, Сюдзи продолжил с ней встречаться. Фуюми, узнав о смерти мужа, нашла Сюдзи на культурном фестивале, решив отдаться ему прямо в классе. В этот момент Сюдзи подумал про Акэми, ругающей его из того света. После этого Сюдзи расстался с Фуюми и вскоре уехал вместе с Тисэ в другой город.
Отношения с Тисэ-оружием. В конце, встретившись с Тисэ-оружием, не отвергает её, а относится к ней как к живой Тисэ. Он молча выслушивает её исповедь и собирается заняться с ней любовью, чтобы доказать, что половые органы бесполезны для оружия, но необходимы людям. В аниме Сюдзи значительно меняет мировоззрение совершенного оружия, влюбившегося в него.

### Остальные персонажи

Акэми

Ацуси

Тэцу

Фуюми

Акэми (яп. アケミ) — одноклассница Сюдзи и Тисэ, с самого детства дружащая с ними. У неё есть младшая сестра Сатоми, дружащая с Сюдзи и посещающая тот же легкоатлетический клуб, что и он. В аниме Акэми играет более важную роль, чем в манге, являясь соперницей Тисэ. Акэми тайно влюблена в Сюдзи, пытаясь постоянно быть на его глазах. Она всю жизнь помнила те качели, на которых она качалась вместе с Сюдзи. На качелях были написаны имена Акэми и Сюдзи, поэтому Акэми всегда запрещала Тисэ качаться на них. Познакомившись с Тисэ, Акэми стала её лучшей подругой, постоянно её опекая. Когда Тисэ рассказала Акэми о своих чувствах к Сюдзи, та настояла на том, чтобы Тисэ призналась ему. Акэми не простила грубого поведения Сюдзи, толкнувшего её и давшего ей пощёчину, но всё-таки была недовольна временным разрывом отношений Тисэ и Сюдзи, пытаясь помочь им помириться. Уверена, что парни просто не в состоянии понять чувств девушек, поэтому не верит доводам Сюдзи, из-за которых он расстался с Тисэ. Акэми погибла во время землетрясения, скорее всего вызванного военными действиями, и перед смертью открыла Сюдзи, пришедшему к ней по просьбе отчаявшейся Сатоми, свою тайну.  Акэми перед смертью призналась Сюдзи, что во время падения сбитого самолёта около их города она отдалась Ацуси, так как она не могла быть с Сюдзи. Узнав тайну Акэми, Сюдзи снял с неё всю одежду, чтобы увидеть и полюбить её как девушку.

Кавахара

Юкари (перед смертью)

Сэйю: Ю Сугимото
Ацуси (яп. アツシ) — одноклассник и друг Сюдзи, влюблённый в Акэми. Невысокого роста, способен принимать важные решения, но ему не хватает отваги. Бросил школу, записавшись добровольцем в армию, надеясь таким образом защитить Акэми, несмотря на то, что его отговаривали и Сюдзи, и Акэми. В военной службе ценит возможность достойно умереть и армейский рацион, так как солдат хорошо кормят. Став солдатом, много слышит о Тисэ, которую он принимает за название нового оружия, но ни разу не видел. Во время боя испугался и не захотел умирать, хотя другие солдаты не осуждали его за это, понимая, что его ждёт любимая. Случайно погиб, когда Тисэ уничтожила город.

Сатоми

Сэйю: Тэцу Сиратори
Тэцу (яп. テツ) — офицер Сил Самообороны, муж Фуюми. Тисэ познакомилась с ним во время передышки в бою. В то время он был в звании лейтенанта, командуя солдатами, с которыми случайно познакомилась Тисэ. Тогда он относился к Тисэ как к командующей, поэтому требует соблюдения устава при общении с ней. Но после провального поражения японских войск в бою, он оказался одним из немногих выживших. После этого Тэцу был повышен в звании до капитана. Отказывается знакомиться с новобранцами, с такими, как с Ацуси, веря, что всё равно они все умрут. Со временем Тэцу сумел разглядеть в Тисэ обычную девушку, которой не нравится воевать, и тоскующей по дому и своему парню. Поэтому он заботится о плачущей Тисэ, отнеся её в своё убежище. Они начинают встречаться и ходить на свидания. Тэцу нравится целовать Тисэ, с которой он готов заняться любовью, думая о последних днях своей жизни, но, узнав о проблемах Тисэ и Сюдзе, останавливается. Тэцу был тяжело ранен, попав в засаду, устроенную в его же убежище. Увидев перед смертью Тисэ, он лишь просит быстрее убить его и зовёт свою жену.
Сэйю: Синъитиро Мики
Фуюми (яп. ふゆみ) — жена Тэцу. Открытая и честная женщина, на несколько лет старше Сюдзи. Фуюми училась в одной школе с Сюдзи, смотря на Сюдзе, когда тот был на стадионе. В то время Фуюми была без своего парня, похожего на Сюдзе. Занявшись любовью с Сюдзи, Фуюми решила сделать для него то, что многие девушки побоялись бы. Фуюми и Сюдзе любили друг друга и позже продолжили свои отношения. Фуюми подолгу не видит своего мужа, считая это виной Тэцу, поэтому она готова изменить ему с Сюдзи, даже зная, что у него уже есть Тисэ. Получив от Тисэ известие о смерти мужа, Фуюми нашла Сюдзи во время культурного фестиваля, решив отдаться ему. Но стал действовать слишком грубо, из-за чего он вспомнил об умершей Акэми, после чего они расстались.
Сэйю: Мики Ито
Кавахара (яп. カワハラ) — гражданский служащий японских сил самообороны, зрелый плотный мужчина, который постоянно вытирает пот платком. Научный работник, ответственный за создание из Тисэ сверхоружия. Возможно, Кавахара лучше всех понимал, что такое Тисэ. Семья Кавахары погибла во время налёта на Саппоро, поэтому возможно он воспринимал Тисэ как свою погибшую дочь. Упросил Сюдзи взять медикаменты для Тисэ, когда она сбежала, советуя участвовать Тисэ в боях. Когда Кавахара понял, что Тисэ окончательно перестаёт быть человеком, он покончил с собой.
Сэйю: Ацуси Ии
Юкари (яп. ゆかり) — девушка Такэ, одноклассника Сюдзи. После того, как Юкари и Такэ поссорились, Такэ купил ей украшение, чтобы помириться с ней, но погиб во время бомбардировки Саппоро, не успев отдать его Юкари. Юкари бросила школу после его смерти, храня как память это украшение, но вскоре она уже начала встречаться с другим парнем. Позже, встретившись с Сюдзи, Юкари сказала, что Такэ всё равно умер, и что надо жить, не оглядываясь на прошлое. Однако память о прошлой любви оказалась жива — Юкари погибла в перестрелке с пилотом сбитого Тисэ вражеского самолёта. Пилот пытался сдаться в плен, но Юкари отказалась принять сдачу, не простив врагам убийство Такэ, и они застрелили друг друга.
Сэйю: Сатико Кодзима
Сатоми (яп. さとみ) — младшая сестра Акэми, дружит с Сюдзи. Невысокого роста, обладает противоположным характером относительно своей старшей сестры. Это тихая, спокойная девушка, посещает тот же легкоатлетический клуб, что и Сюдзи. У неё никогда не было парня, а Сюдзи считал её ещё маленькой. Сатоми была уверена, что если бы она влюбилась бы в кого-нибудь, то вытерпела бы всё ради любви. Во время землетрясения Сатоми нашла Сюдзи и попросила его повидать Акэми, пытаясь скрыть от него правду и свои чувства, но не выдержала и расплакалась.
Сэйю: Юми Какадзу

## Телесериал
- Студия: Gonzo
- Режиссёр: Мицуко Касэ
- Оригинальный сюжет: Син Такахаси
- Сценарий: Итару Эра
- Композитор: Такэо Мирацу
- Дизайн персонажей: Хисаси Кагава
- Дизайн техники: Хироюки Канбэ
- 3D анимация: Кадзухира Танака

### Музыка
Японская певица Юриа Ято, большая поклонница этой манги, сама написала и исполнила открывающую («Койсуру Кимоти») и закрывающую («Саёнара») тему сериала. Синглы были в продаже 10 июля и 7 августа 2002 года. Фоновая музыка сериала была отмечена положительными рецензиями.
OST:
1. Кой Суру Кимоти (TV Version), Юриа Ято
2. Хикари Но Таба, Кумо Но уми
3. Футари Но Сора
4. Канасими Но Нукумори
5. Татакай Но Гэнэй
6. Саёнара (Instrumental Version)
7. Токи Но Хадзама
8. Тайдо
9. Тэнкэй — Ти Но Икари
10. Юмэмиру Тамэ Ни
11. Кокоро Но Кагэ
12. Хидамари Но Футари
13. Тодокану Омой
14. Рэсэй На Кёки
15. Саёнара (Acoustic Version)
16. Кой Суру Кимоти (Instrumental Version)
17. Хоси Но Хатэ, Фумико Орикаса
18. Саёнара (Music Box Version)
19. Саёнара (TV Version), Юриа Ято

### Список серий сериала
| 1                                                                                             | Мы влюбились «Боку тати ва, кой ситэ ику» (ぼくたちは、恋していく。)                        | 02.07.2002 |
| Сюдзи и Тисэ начали встречаться.                                                              |                                                                                             |            |
| 2                                                                                             | Я расту «Ватаси, сэйтё ситэру...» (私、成長してる・・)                                      | 09.07.2002 |
| Тисэ стала оружием и Сюдзи хочет убежать с ней.                                               |                                                                                             |            |
| 3                                                                                             | Мы вдвоём «Футари дэ...» (ふたりで・・)                                                     | 16.07.2002 |
| Сюдзи случайно встречает свою первую любовь - Фуюми.                                          |                                                                                             |            |
| 4                                                                                             | Фуюми «Фуюми сэмпай» (ふゆみ先輩)                                                           | 23.07.2002 |
| Сюдзи изменяет Тисэ, о чём ей сообщают военные.                                               |                                                                                             |            |
| 5                                                                                             | Обманщик... «Усоцуки...» (うそつき・・・)                                                   | 30.07.2002 |
| Тисэ считает себя оружием, но не хочет умирать.                                               |                                                                                             |            |
| 6                                                                                             | Одноклассник «Классмэйт» (クラスメイト)                                                     | 06.08.2002 |
| Сюдзи и Тисэ расстаются, оставшись только одноклассниками.                                    |                                                                                             |            |
| 7                                                                                             | Тот, кого я хочу защитить «Маморитай моно» (守りたいもの)                                   | 13.08.2002 |
| Чтобы не думать о Сюдзи, Тисэ добивается новых битв.                                          |                                                                                             |            |
| 8                                                                                             | Все изменились «Минна каваттэ ику» (みんな変わっていく)                                     | 20.08.2002 |
| Юкари хочет застрелить сдавшегося пилота, но умирает сама.                                    |                                                                                             |            |
| 9                                                                                             | Акэми «Акэми» (アケミ)                                                                      | 27.08.2002 |
| Во время землетрясения пострадала Акэми. Перед смертью она признаётся Сюдзи в своих чувствах. |                                                                                             |            |
| 10                                                                                            | И тогда... «...соситэ» (・・・そして)                                                       | 03.09.2002 |
| Сюдзи упрашивает военных провести культурный фестиваль.                                       |                                                                                             |            |
| 11                                                                                            | Когда мы были вместе «Футари дакэ но токи» (２人だけの刻)                                   | 10.09.2002 |
| Сюдзи и Тисэ снова вместе. Они живут в другом городе обычной жизнью.                          |                                                                                             |            |
| 12                                                                                            | Песня любви «Лав Сон» (ラブ・ソング)                                                        | 17.09.2002 |
| У Тисэ заканчиваются лекарства и Сюдзи собирается её убить, но не может.                      |                                                                                             |            |
| 13                                                                                            | И так мы вдвоём влюбились «Соситэ, бокутати ва кой ситэ ику» (そして、ぼくたちは恋していく) | 24.09.2002 |
| Наступил конец света, на котором в живых остались только Тисэ и Сюдзи.                        |                                                                                             |            |

## Список томов манги
Манга, изданная в Японии издательством Shogakukan:
1. 30 мая 2000 года, ISBN 1-59116-339-0
2. 29 июля 2000 года, ISBN 1-59116-474-5
3. 30 ноября 2000 года, ISBN 1-59116-475-3
4. 30 марта 2001 года, ISBN 1-59116-476-1
5. 30 июня 2001 года, ISBN 1-59116-477-X
6. 30 ноября 2001 года, ISBN 1-59116-478-8
7. 25 декабря 2001 года, ISBN 1-59116-479-6

## OVA
OVA «Saikano: Another Love Song» (яп. 最終兵器彼女 Another Love Song Saishu Heiki Kanojo: Another Love Song, англ. «Другая Песнь Любви») было выпущено студией Gonzo 5 августа 2005 года. История Тисэ рассказывается с точки зрения лейтенанта Мидзуки, которая была прототипом для «совершенного оружия». У OVA тот же режиссёр, сценарист и дизайнер персонажей, что и у основного сериала. Хотя OVA является сюжетным ответвлением, она имеет тесную связь с основным сериалом.
Лейтенант Мидзуки (её озвучивает Ай Орикаса), всегда мечтавшая защищать свою страну, вызывалась добровольцем для экспериментальной программы по созданию оружия. Когда стало ясно, что возможности Мидзуки достигли своего максимума, выбрали Тисэ. Она обладала большим потенциалом, хоть и была психически неустойчива. На протяжении OVA Мидзуки может слышать мысли Тисэ, что позволяет лучше понять чувства героини на протяжении всей истории.

## Отзывы и критика
Аниме и манга были встречены в целом положительно, при этом отмечалась схожесть с «Могилой светлячков», «Евангелионом» и «Экспериментами Лэйн». Mania.com называет эту работу мощной и глубокой, другой рецензент с того же сайта пишет, что хотя это произведение не является величайшим в своём жанре, оно производит сильное впечатление. Особых комплиментов удостаиваются проработанные характеры второстепенных персонажей и то, как правдиво показаны чувства главных героев. MangaLife.com считает, что первые два тома манги очень хороши, но в дальнейшем история становится менее интересной, и что Saikano в первую очередь подходит зрителям, которые предпочитают грустные и трагические любовные истории. «АниМаг» критикует мангу за неоригинальность сюжетных ходов, а аниме — за «заштампованность» и банальность персонажей. Anime News Network называет Saikano самым ожидаемым аниме 2004 года, хвалит великолепный сюжет и образы персонажей, но критикует неудачную игру актёров озвучивания.